# Àcid dodecanodioic
L'Àcid dodecanodioic (acrònim anglès DDDA) és un àcid dicarboxílic principalment utilitzat en antisèptics, recobriments de gamma alta, materials de pintura, inhibidors de la corrosió, surfactants, i plàstics d'enginyeria com niló 612.
Proves experimentals amb l'àcid dodecanodioic amb pacients de diabetis tipus 2 han demostrat que les injeccions intravenoses en infusió ajuden a mantenir nivells normals d'energia i sucre en sang sense increment de la càrrega de glucosa de la sang en el procés.

## Producció

### Producció sintètica
El DDDA és típicament produït a través de dos mètodes. Tradicionalment ha estat produït a partir de butadiè utilitzant un procés químic multi-passos. El butadiè és primer convertit a ciclododecatriè a través d'un procés de ciclotrimerizació. El
l ciclododecatriè (1) és convertit a àcid dodecanodioic (4) per hidrogenació a ciclododecà (2) seguit per oxidació a l'aire en presència d'àciò boric a altes temperatures a una mescla de l'alcohol (3a) i la cetona (3b). En el pas final, aquesta mescla s'oxida mambp l'àcid nítric.

### Producció amb biotecnologia
Un procés biotecnològic s'empra per convertir cera de parafina a DDDA amb una soca modificada del llevat Candida tropicalis en un procés de passes de reaccions. L'empresa Verdezyne ha creat un mètode per utilitzar certs olis vegetals com a matèries primeres, i així el converteix en l'únic productor que utilitza matèries primeres renovables per al DDDA.